# Obycz (Ukraina)
Obycz (ukr. Обич) – wieś na Ukrainie  w obwodzie tarnopolskim, w rejonie krzemienieckim.